# Schmiedbauerngut Seeham

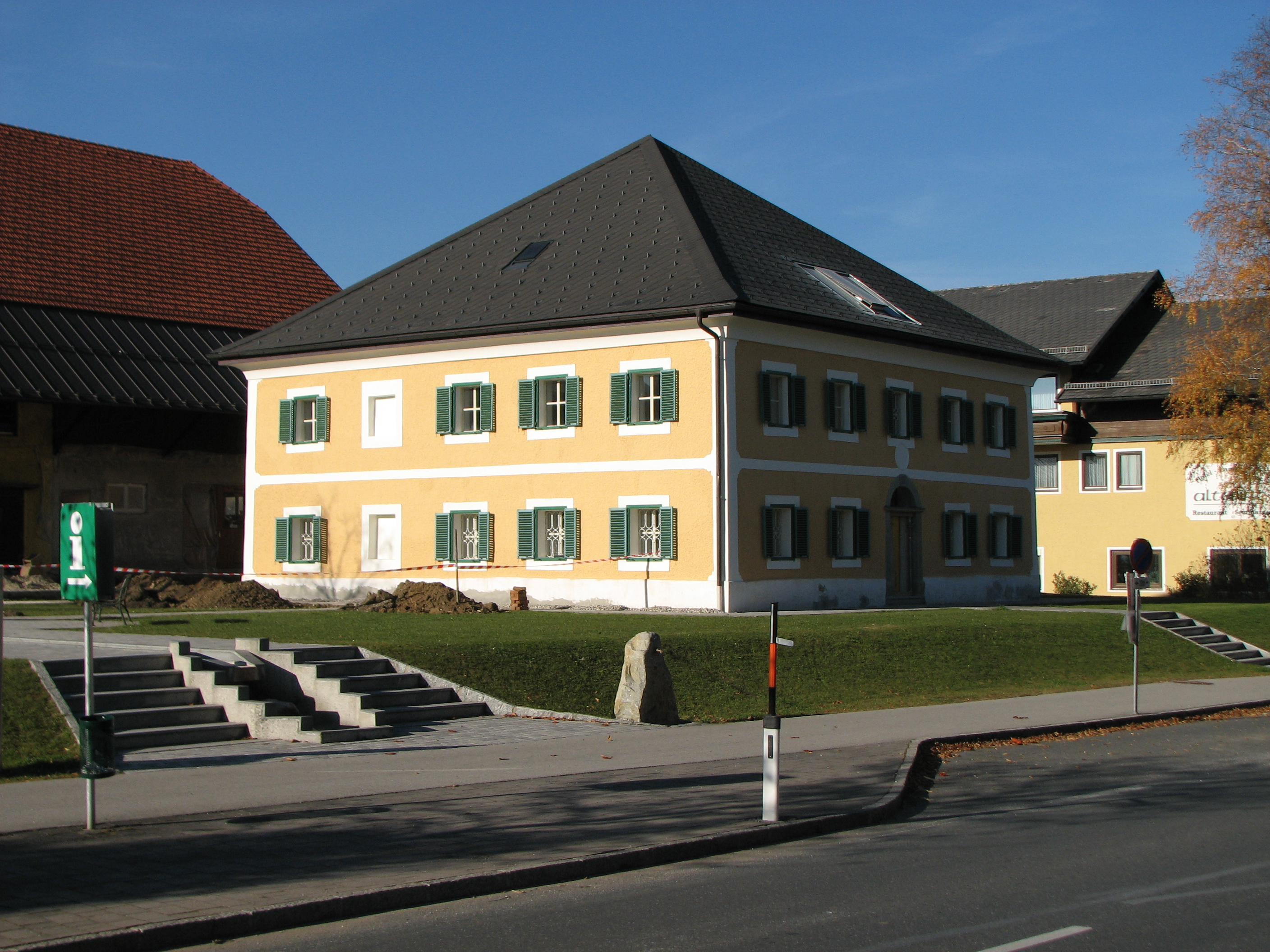
Schmiedbauerngut (2011)

Das Schmiedbauerngut Seeham als denkmalgeschütztes ehemaliges Bauerngut im Ortszentrum von Seeham dient nach einer Revitalisierung seit 2012 als Gemeindezentrum.
Das Schmiedbauerngut besteht aus einem quadratischen gemauerten zweigeschoßigen Wohnhaus mit Zeltdach und dem rückwärtigen mächtigen Stall in freistehender Lage im Zentrum des Ortes. Das Steintürgewände der Eingangstüre des Wohnhauses ist mit 1842 bezeichnet.
Nach einem Architekturwettbewerb erhielt 2004 der Architekt Fritz Lorenz aus Salzburg den 1. Preis und wurde mit der Revitalisierung beauftragt. Seit 2012 wird das ehemalige Wohnhaus als Gemeindeamt und der ehemalige Stall für Veranstaltungen und als Jugendzentrum genutzt. Die Freifläche wurde zu einem großzügigen Dorfplatz gestaltet, wo 2006 der Künstler Peter Mairinger einen Dorfbrunnen schuf. In Reminiszenz an die frühere Nutzung als Bauernhaus wurde vor dem Gemeindeamt ein kleiner Bauerngarten angelegt.